# Felsberger Calanda
Felsberger Calanda är en bergstopp i Schweiz.   Den ligger i regionen Imboden och kantonen Graubünden, i den östra delen av landet, 150 km öster om huvudstaden Bern. Toppen på Felsberger Calanda är 2 697 meter över havet, eller 294 meter över den omgivande terrängen. Bredden vid basen är 1,7 km.
Terrängen runt Felsberger Calanda är huvudsakligen mycket bergig. Närmaste större samhälle är Chur, 6,8 km sydost om Felsberger Calanda. 
I omgivningarna runt Felsberger Calanda växer i huvudsak blandskog. Runt Felsberger Calanda är det tätbefolkat, med 613 invånare per kvadratkilometer.